# Pancrácio I Bagratúnio
Pancrácio I Bagratúnio (em grego: Παγκράτιος; romaniz.: Pankrátios; em latim: Pancratius; em armênio: Բագրատ Ա Բագրատունի; romaniz.: Bagrat I Bagratuni), também chamado Bagarate por Moisés de Corene, foi um nobre armênio (nacarar) do século IV, filho de Simbácio I. Sucedeu seu pai no trono de Sispiritis e foi aspetes (mestre do cavalo) e tagadir (representante da coroa) na corte real.
É citado pela primeira vez em 338, quando, na confirmação de Cosroes III (r. 330–339) no trono, o general romano Antíoco, foi feito o general das tropas ocidentais do país; ao relatar o episódio, Moisés diz que Pancrácio já estava ativo sob Tiridates III (r. 298–330); Essa divisão do exército, conforme citada por Moisés, não é conhecida nesse período, indicando uma confusão do autor.[a] Em seguida, Antíoco liderou, junto de Pancrácio e do rei ibero Meribanes III (r. 284–361), campanha contra Sanatruces em Caspiana, na Albânia.